# Laudato si'
Laudato si'  (em português: 'Louvado sejas'; subtítulo: "sobre o cuidado da casa comum") é uma encíclica do Papa Francisco, na qual o pontífice critica o consumismo e o desenvolvimento irresponsável e faz um apelo à mudança e à unificação global para combater a degradação ambiental e as alterações climáticas. A encíclica foi publicada oficialmente em 18 de junho de 2015  e é uma resposta às expectativas das comunidades religiosas, ambientais e científicas internacionais, bem como de lideranças políticas, econômicas e dos meios de comunicação social, acerca da crise representada pelas mudanças climáticas. Francisco deixou claro que espera que a encíclica influencie a política energética e econômica, e que estimule um movimento global por mudanças, para deter a "deterioração global do ambiente". O Papa dirigiu-se "a cada pessoa que habita neste planeta", apelando às pessoas comuns para que pressionem os políticos nesse sentido.
Trata-se da segunda encíclica publicada pelo Papa Francisco, após a publicação de Lumen fidei, em 2013. Mas, dado que esta última é, na sua maior parte, um trabalho de Bento XVI, Laudato Si'  é vista como a primeira encíclica inteiramente da responsabilidade de Francisco. As afirmações da encíclica sobre as alterações climáticas estão de acordo com consenso científico sobre as alterações climáticas.

## Conteúdo
O título da encíclica corresponde às primeiras palavras do documento (incipit), Laudato si', mi’ Signore, que são uma citação do Cântico das Criaturas, de Francisco de Assis. O Cântico é uma oração em forma de poema, permeada por uma visão da natureza como reflexo da  imagem do seu Criador, daí derivando um sentido de fraternidade entre o Homem e toda a criação divina - em oposição ao distanciamento e do desprezo pelo mundo terreno, típicos de outras tendências religiosas do Medievo. O poema foi escrito no século XIII (c. 1224), no dialeto úmbrico falado por Francisco de Assis - e não em latim -, mantendo-se, na encíclica, a citação na língua original.
No Cântico, Francisco de Assis compara  a Terra, "nossa casa comum", a uma irmã, com quem partilhamos a existência, e a uma boa mãe, que nos acolhe nos seus braços. 
A encíclica tem 184 páginas, ao longo das quais o papa Francisco "condena a incessante exploração e destruição do ambiente, responsabilizando a apatia, a procura de lucro de forma irresponsável, a crença excessiva na tecnologia e a falta de visão política." O papa afirma que "as alterações climáticas são um problema global com implicações graves: ambientais, sociais, económicas, políticas e de distribuição de riqueza. Representam um dos principais desafios que a humanidade enfrenta nos nossos dias" e lança o alerta para "a destruição sem precedentes dos ecossistemas, que terá graves consequências para todos nós" se não forem realizados esforços de mitigação de forma imediata.
A encíclica destaca o papel dos combustíveis fósseis na origem das alterações climáticas e afirma que os países desenvolvidos têm a obrigação moral de ajudar os países em desenvolvimento no combate à crise das alterações climáticas. A encíclica tem 172 notas de rodapé, muitas das quais alusivas aos antecessores imediatos de Francisco, os papas João Paulo II e Bento XVI. Também faz referência a Bartolomeu I, patriarca de Constantinopla da Igreja Ortodoxa e aliado do papa, e cita Tomás de Aquino, Teilhard de Chardin, Romano Guardini e Ali al-Khawas (en:Ali al-Khawas), místico islâmico do século IX. A encíclica aborda vários tópicos, incluindo planeamento urbano, economia agrícola e biodiversidade.  No entanto, também reafirma a posição pró-vida da Igreja, afirmando que "uma vez que tudo está relacionado, a preocupação com a proteção da natureza é incompatível com a justificação do aborto.
Uma importante chave de leitura da Encíclica é a questão: "Que tipo de mundo queremos deixar a quem vai suceder-nos, às crianças que estão a crescer?" (160). Trata-se de uma pergunta que não toca apenas o meio ambiente de maneira isolada, porque não se pode compreende a questão de modo fragmentado, e isso conduz a um questionamento sobre o sentido da existência e sobre os valores que estão na base da vida social, razão pela qual questão essenciais são abordadas, tais como: "Para que viemos a esta vida?", "Para que trabalhamos e lutamos?", "Que necessidade tem de nós esta terra?". O documento faz uma exortação favorável a uma conversão ecológica, que permita assumir o cuidado da "casa comum".
A Encíclica tem seis capítulos:
- O Capítulo 1: faz uma análise da situação a partir do conhecimento científico disponível;
- O Capítulo 2: faz uma ligação entre o conhecimento científico sobre a questão e lições encontradas na Bíblia e a tradição judaico-cristã;
- O Capítulo 3: identifica a tecnocracia e num excessivo fechamento autorreferencial do ser humano como a raiz dos problemas;
- O Capítulo 4: propõe uma "ecologia integral",  que  inclua  claramente  as dimensões humanas e sociais, indissoluvelmente ligadas com a questão ambiental;
- O Capítulo 5: propõe que um diálogo, em todos os níveis da vida social, econômica e política, para estruturar processos de decisão transparentes;
- O Capítulo 6: recorda que nenhum projeto pode ser eficaz se não for animado por uma consciência formada e responsável, e, sugere ideias para crescer nesta direção em nível educativo, espiritual, eclesial, político e teológico.

No final do texto, são apresentadas duas orações, uma oferecida à partilha com todos os que acreditam num "Deus Criador Omnipotente" (246), e outra proposta aos que professam a fé em Jesus Cristo, ritmada pelo refrão "Laudato Si", com o qual a Encíclica se abre e se conclui.

### Capítulo 1 – O que está a acontecer à nossa casa
O Capítulo 1 apresenta o conhecimento científico atual sobre as questões ambientais, trata-se de "ouvir o grito da criação" para transformar em sofrimento pessoal aquilo que acontece ao mundo e, assim, reconhecer a contribuição que cada um lhe pode dar (19). Algumas ideias chave são:
- Mudanças Climáticas: o impacto mais pesado dessas alterações recai sobre os mais pobres (26);

- Água: privar os pobres do acesso à água significa negar-lhes o direito à vida radicado na sua dignidade inalienável (30);

- Preservação da  Biodiversidade: os nossos filhos não poderão ver as espécies extintas (33); quando a intervenção humana se coloca a serviço da finança e do consumismo, faz com que esta terra onde vivemos se torne realmente menos rica e bela, cada vez mais limitada e cinzenta (34);

- Existência uma verdadeira “dívida ecológica”(51), sobretudo do Norte em relação ao Sul do mundo, as responsabilidades dos países desenvolvidos são maiores (52);

- Fraqueza das reações  diante dos dramas de tantas pessoas, falta disponibilidade para mudar estilos de vida, produção e consumo (59), é urgente criar um sistema normativo que inclua limites invioláveis e assegure a proteção dos ecossistemas (53)[7].

### Capítulo 2 – O Evangelho da criação
- o meio ambiente é um bem coletivo, patrimônio de toda a humanidade e responsabilidade de todos (95);

- na Bíblia, o Deus que liberta e salva é o mesmo que criou o universo, n’Ele se conjugam o carinho e a força (73);

- a narração da criação é central para refletir sobre a relação entre o ser humano e as outras criaturas e sobre como o pecado rompe o equilíbrio de toda a criação no seu conjunto, essas narrações sugerem que a existência humana se baseia sobre três relações fundamentais intimamente ligadas: com Deus, com o próximo e com a terra, essas três relações vitais romperam-se não só exteriormente, mas também dentro de nós. Esta ruptura é o pecado (66);

- os cristãos, algumas vezes interpretam de forma incorreta as Escrituras, e, portanto, devem rejeitar a ideia de que em consequência do fato de terem sido criados à imagem de Deus, podem exercer um domínio absoluto sobre as outras criaturas (67);

- os seres humanos têm a responsabilidade de "cultivar e guardar" (cf. Gênesis 2:15) (67);

- não pode ser autêntico um sentimento de união íntima com os outros seres da natureza, se ao mesmo tempo não houver no coração ternura, compaixão e preocupação pelos seres humanos (91);

- é necessária uma consciência de uma comunhão universal, forjada pelo fato de que fomos criados pelo mesmo Pai, e, portanto, estamos unidos por laços invisíveis e formamos uma espécie de família universal, que nos impele a ter um respeito sagrado, amoroso e humilde (89);

- Jesus, ressuscitado e glorioso está presente em toda a criação com o seu domínio universal (100)[7].

### Capítulo 3 – A raiz humana da crise ecológica
- as lógicas de domínio tecnocrático destroem a natureza e exploram as pessoas e as populações mais vulneráveis, esse paradigma tende a exercer o seu domínio também sobre a economia e a política (109);

- o mercado, por si mesmo não garante o desenvolvimento humano integral nem a inclusão social (109);

- em uma época de um excesso de antropocentrismo (116), o ser humano não reconhece mais sua correta posição em relação ao mundo e assume uma posição autorreferencial, centrada exclusivamente em si mesmo e no próprio poder, razão pela qual surge a uma "lógica do descartável", que justifica todo tipo de descarte, ambiental ou humano que seja, que trata o outro e a natureza como um simples objeto e conduz a uma miríade de formas de dominação, é essa a lógica que leva a explorar as crianças, a abandonar os idosos, a reduzir os outros à escravidão, a superestimar a capacidade do mercado de se autorregular, a praticar o tráfico de seres humanos, o comércio de peles de animais em risco de extinção e de "diamantes ensanguentados", é a mesma lógica de muitas máfias, dos traficantes de órgãos, do tráfico de drogas e do descarte de crianças porque não correspondem ao desejo de seus pais (123);

- a encíclica aborda duas questões cruciais:

1. o trabalho, afirmando que: "Em qualquer abordagem de ecologia integral [...] é indispensável incluir o valor do trabalho" (124), e que "renunciar a investir nas pessoas para se obter maior receita imediata é um péssimo negócio para a sociedade" (128);
2. os limites do progresso científico, com clara referência aos Organismos Geneticamente Modificados (132-136)[7].

### Capítulo 4 - Uma ecologia integral
- a ecologia integral é um novo paradigma de justiça, trata-se de uma ecologia que integra o lugar específico que o ser humano ocupa neste mundo e as suas relações com a realidade que o circunda (15), desse modo, evita-se que se entenda a natureza como algo separado da humanidade ou como uma mera moldura da vida humana (139);

- a perspectiva integral conduz também a uma ecologia das instituições, pois se tudo está relacionado, também o estado de saúde das instituições de uma sociedade tem consequências no ambiente e na qualidade de vida humana: "toda a lesão da solidariedade e da amizade cívica provoca danos ambientais" (142);

- há uma ligação entre questões ambientais e questões sociais e humanas que nunca pode ser rompida, pois a análise dos problemas ambientais é inseparável da análise dos contextos humanos, familiares, laborais, urbanos, e da relação de cada pessoa consigo mesma (141), portanto, não há duas crises separadas, uma ambiental e outra social, mas uma única e complexa crise sócio-ambiental (139);

- a ecologia integral é inseparável da noção de bem comum (156), e deve ser entendida de modo concreto: no contexto de hoje, no qual há tantas desigualdades e são cada vez mais numerosas as pessoas descartadas, privadas dos direitos humanos fundamentais, nesse contexto, comprometer-se pelo bem comum significa fazer escolhas solidárias com base em uma opção preferencial pelos mais pobres (158), é o caminho para deixar um mundo sustentável às gerações futuras, não por meio de proclamações, mas através de um compromisso de cuidado com os pobres de hoje, para além da leal solidariedade entre as gerações, há que reafirmar a urgente necessidade moral de uma renovada solidariedade entre os indivíduos da mesma geração (162);

- a ecologia integral envolve também a vida diária, com particular atenção para o ambiente urbano, tendo em vista que ser humano tem uma grande capacidade de adaptação, criatividade e generosidade, considerando também que um desenvolvimento autêntico pressupõe um melhoramento integral na qualidade da vida humana: espaços públicos, moradias, transportes, etc. (150-154);

- o nosso corpo nos coloca em uma relação direta com o meio ambiente e com os outros seres vivos, a aceitação do próprio corpo como dom de Deus é necessária para acolher e aceitar o mundo inteiro como dom do Pai e casa comum; pelo contrário, uma lógica de domínio sobre o próprio corpo transforma-se numa lógica, por vezes sútil, de domínio sobre a criação (155)[7].

### Capítulo 5 – Algumas linhas de orientação e ação
- as análises não são suficientes, são necessárias propostas de diálogo e de ação que nos envolvam, para que cada um de nós seja a política internacional (15), para sair da espiral de autodestruição onde estamos a afundar (163);

- a construção de caminhos concretos não deve ser concebida de modo ideológico, superficial ou reducionista, portanto, é indispensável o diálogo;

- a Igreja não pretende definir as questões científicas, nem substituir-se à política, convida a humanidade a um debate honesto e transparente para que as necessidades particulares ou as ideologias não lesem o bem comum (188);

- as cimeiras mundiais sobre o meio ambiente dos últimos anos não corresponderam às expectativas, porque não alcançaram, por falta de decisão política, acordos ambientais globais realmente significativos e eficazes (166), portanto, se faz necessário um acordo sobre os regimes de governança para toda a gama dos chamados bens comuns globais (174);

- a proteção ambiental não pode ser assegurada apenas por meio de mecanismos de mercado (190);

- apela-se àqueles que detêm cargos políticos, para que se distanciem da lógica eficientista e imediatista (181)[7].

### Capítulo 6 - Educação e espiritualidade ecológicas
- reconhece que não é fácil reformular hábitos e comportamentos, e, nesse contexto, a educação e a formação continuam sendo desafios centrais, pois toda mudança tem necessidade de motivações e dum caminho educativo (15), que envolvem todos os ambientes educacionais: a escola, a família, os meios de comunicação e a catequese (213);

- deve-se apostar em uma mudança nos estilos de vida (203-208) e também exercer uma pressão sobre os que detêm o poder político, econômico e social (206);

- uma ecologia integral é feita também de simples gestos quotidianos, pelos quais quebramos a lógica da violência, da exploração, do egoísmo (230), e isto será mais fácil a partir de um olhar contemplativo que vem da fé, pois o crente contempla o mundo, não como alguém que está fora dele, mas dentro, reconhecendo os laços com que o Pai nos uniu a todos os seres, além disso a conversão ecológica, faz crescer as peculiares capacidades que Deus deu a cada crente, e o leva a desenvolver a sua criatividade e entusiasmo (220);

- retorna à linha proposta na Evangelii Gaudium, que afirma que a sobriedade, vivida livre e conscientemente, é libertadora (223); e que a felicidade exige saber limitar algumas necessidades que nos entorpecem, permanecendo assim disponíveis para as muitas possibilidades que a vida oferece (223); desta forma torna-se possível voltar a sentir que precisamos uns dos outros, que temos uma responsabilidade para com os outros e o mundo, que vale a pena ser bons e honestos (229);

- São Francisco é o exemplo por excelência do cuidado pelo que é frágil e por uma ecologia integral, vivida com alegria (10), modelo de como são inseparáveis a preocupação pela natureza, a justiça para com os pobres, o empenhamento na sociedade e a paz interior (10), também são mencionados: São Bento, Santa Teresa de Lisieux e o Beato Charles de Foucauld.

- o exame de consciência deverá incluir uma nova dimensão para considerar não apenas como se vive a comunhão com Deus, com os outros, consigo mesmo, mas também com todas as criaturas e a natureza[7].

## Reações
John Allen Jr, proeminente especialista em assuntos do Vaticano, afirmou que a encíclica Laudato Si'  representa um ponto de viragem muito significativo, em que o ambientalismo passa a ocupar um lugar de destaque na doutrina Social da Igreja a par da dignidade da vida humana e da justiça económica. Torna também a Igreja Católica um dos principais porta-vozes da moralidade no combate ao aquecimento global e às consequências das alterações climáticas. Hans Joachim Schellnhuber, fundador e diretor do Potsdam-Institut für Klimafolgenforschung e do Conselho Científico para as Alterações Climáticas alemão, que aconselhou o Vaticano na redação da encíclica, afirmou que a encíclica é irrefutável e deu os parabéns ao pontífice pela gestão do questão. O jornal New York Times afirmou que, nos Estados Unidos, a encíclica exerce pressão sobre os candidatos republicanos às eleições presidenciais de 2016, os quais têm vindo a "questionar ou negar as conclusões científicas sobre as alterações climáticas de origem humana, e que têm criticado as leis destinadas a taxar ou regular a queima de combustíveis fósseis".

Nicholas Stern, presidente do Grantham Research Institute on Climate Change and the Environment e autor de um influente relatório sobre as alterações climáticas, afirmou que "a publicação da encíclica papal é de enorme significado. Demonstra grande sabedoria e liderança. O papa Francisco está absolutamente correto ao afirmar que as alterações climáticas têm implicações morais e éticas de importância vital. A liderança moral do papa nas alterações climáticas é de particular importância devido à incapacidade em demonstrar liderança política de muitos governos e chefes de estado em todo o mundo".
Segundo Leonardo Boff, a Encíclica assume o novo paradigma contemporâneo segundo o qual tudo forma um grande todo com todas as realidades interconectadas, influenciando-se umas às outras, o que permite superar a fragmentação dos saberes e confere grande coerência e unidade ao texto.
Edgar Morin qualificou a Encíclica como providencial, pois sustenta a noção de ecologia integral, que nos convida a ter em conta todas as lições desta crise ecológica, sem deixar de lado a defesa de um humanismo não antropocêntrico.

### Líderes religiosos
A Conferência dos Bispos Católicos dos Estados Unidos, nas palavras do presidente Joseph Edward Kurtz, arcebispo de Louisville, descreveu a encíclica como uma ordem de ação para a sensibilização para esta questão, tendo planeado encontros sobre o documento com o Congresso dos Estados Unidos e a Casa Branca.
Três dias antes da publicação da encíclica, o XIV Dalai Lama divulgou uma mensagem em que afirma que "uma vez que as alterações climáticas e a economia global nos afetam a todos, devemos criar a união na humanidade.
Dois dias antes da publicação, Justin Welby, arcebispo da Cantuária e líder da Comunhão Anglicana, emitiu uma "declaração verde", também assinada pela Conferência Metodista britânica e por representantes da Igreja Católica em Inglaterra e País de Gales e das comunidades judaica e sikh. Nesta declaração, salientava a necessidade da transição para uma economia de baixo carbono e o apelo à oração pelo sucesso da Conferência para as Alterações Climáticas das Nações Unidas em 2015 em Paris.
No mesmo dia, o Movimento de Lausana dos cristãos evangélicos globais afirmou que antecipava a encíclica e se sentia grato por ela. A encíclica foi também bem recebida pelo Conselho Mundial de Igrejas e pela Igreja Reformada Cristã da América do Norte.

### Líderes políticos
O Secretário-geral das Nações Unidas, Ban Ki-moon, deu as boas vindas à declaração no mesmo dia em que foi publicada. Kofi Annan, antigo secretário geral e atual membro do Africa Progress Panel, emitiu também um comunicado de apoio à encíclica, afirmando que "tal como reafirma o papa Francisco, as alterações climáticas são uma ameaça que nos atinge a todos ... aplaudo o papa pela sua forte moral e liderança ética. Precisamos de mais líderes inspirados como este." Christiana Figueres, secretária executiva da Convenção-Quadro das Nações Unidas sobre a Mudança do Clima afirmou que o "papa Francisco está pessoalmente empenhado neste tema de uma forma em que nenhum dos seus antecessores o fez. Penso que a encíclica terá um impacto profundo. Alega o imperativo moral de lidar com as alterações climáticas de forma atempada de modo a proteger os mais vulneráveis." No mesmo dia, Jim Yong Kim, presidente do World Bank Group, também elogiou a encíclica.
Por outro lado, um lobista norte-americano da empresa de mineração Arch Coal afirmou que o papa "não aparenta ter mencionado a tragédia da pobreza energética global", argumentando que "a igreja deveria promover a queima de combustíveis fósseis se estivesse interessada nos pobres". Jeb Bush, que em junho do mesmo ano participou num retiro de pesca e golfe patrocinado por empresas de carvão, entre as quais a Arch, comentou  "espero não ser castigado pelo meu padre por dizer isto, mas não recebo conselhos económicos dos meus bispos, do meu cardeal ou do meu papa."